# Мало (Италия)
Мало (итал. Malo) — коммуна в Италии, располагается в провинции Виченца области Венеция.
Население составляет 13 868 человек (2008 г.), плотность населения составляет 462 чел./км². Занимает площадь 30 км². Почтовый индекс — 36034. Телефонный код — 0445.
В коммуне 8 сентября особо празднуется Рождество Пресвятой Богородицы.

## Демография
Динамика населения:

## Администрация коммуны
- Официальный сайт: http://www.comune.malo.vi.it